# Гименофор

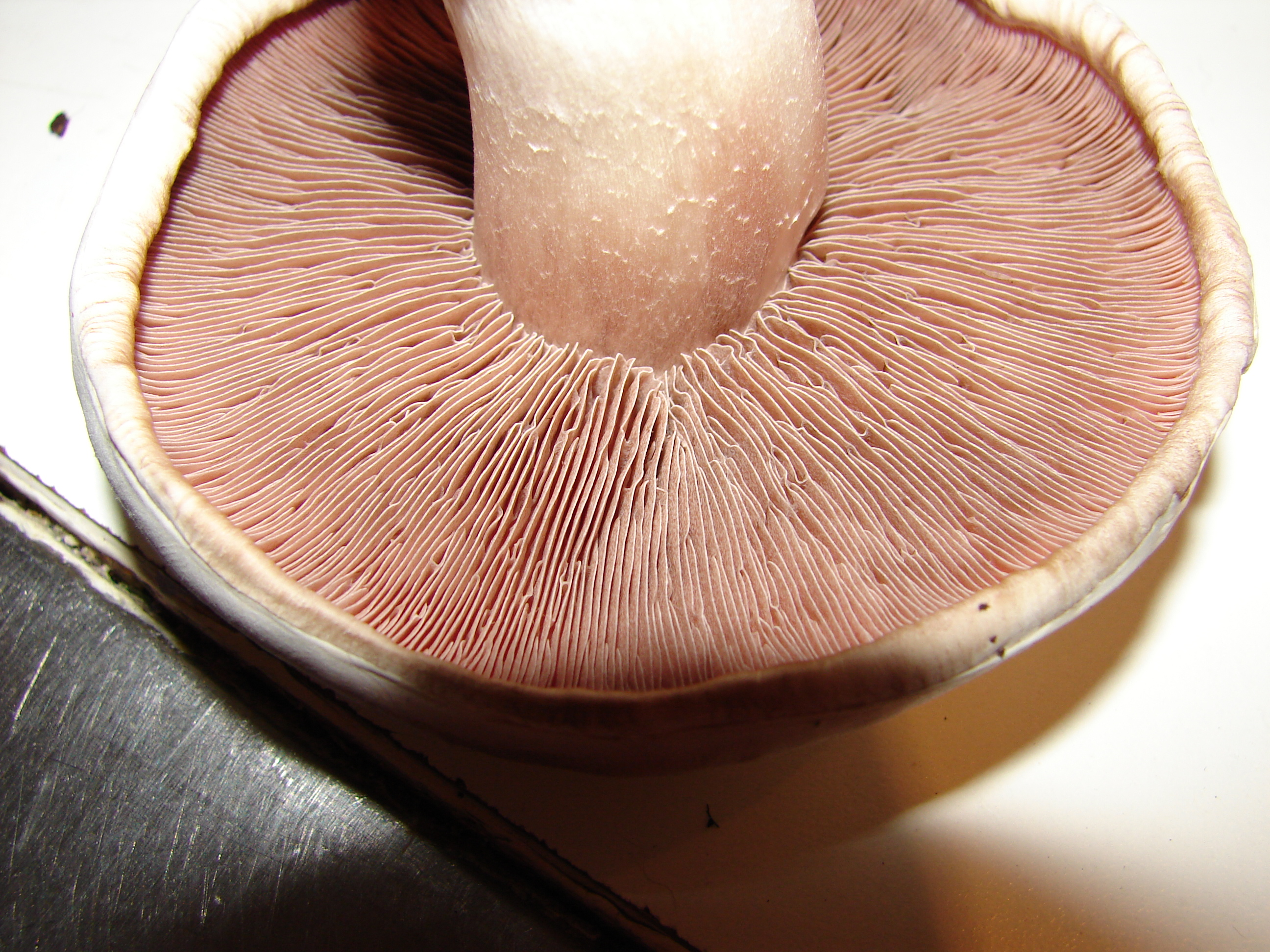
Пластинчатый гименофор шампиньона

Гименофо́р — часть плодового тела гриба, несущая на поверхности тонкий спороносный слой — гимений. Часто поверхность гименофора сильно развита, что позволяет грибу производить большее количество спор.
Признаки гименофора важны как при определении больших групп грибов, так и для различения близких видов.

## Общие признаки
- Связь гименофора и шляпки. У большинства болетовых грибов трубчатый слой легко отделяется от мякоти шляпки, пластинчатый же гименофор обычно прочно связан со шляпкой. Есть сравнительно небольшие группы пластинчатых грибов (например, семейство Свинушковых) со слабоприкреплённым гименофором. Этот признак легко выявить, если надрезать край шляпки: на разрезе появится небольшая щель, позволяющая отделить гименофор от мякоти.
- Цвет. Часто грибы делят на две большие группы: со светлоокрашенным и с тёмным гименофором. Цвет гименофора может сильно меняться с возрастом, поэтому справочники всегда приводят описание этого изменения. Для более точного определения используют цвет спорового порошка, который не всегда совпадает с цветом гименофора.
- Связь между гименофором и ножкой.
  - Низбегающий — гименофор переходит со шляпки на ножку, иногда спускается до нижней её части.
  - Приросший — гименофор прирастает к ножке, но не спускается по ней.
  - Свободный — не имеет контакта с поверхностью ножки.

Для приросшего гименофора различают ещё несколько вариантов: широкоприросший, узкоприросший, с выемкой или зубцом возле ножки.
Характер прикрепления гименофора к ножке удобно изучать на плодовом теле, разрезанном вдоль осевой линии.

## Типы гименофоров

### Гладкий

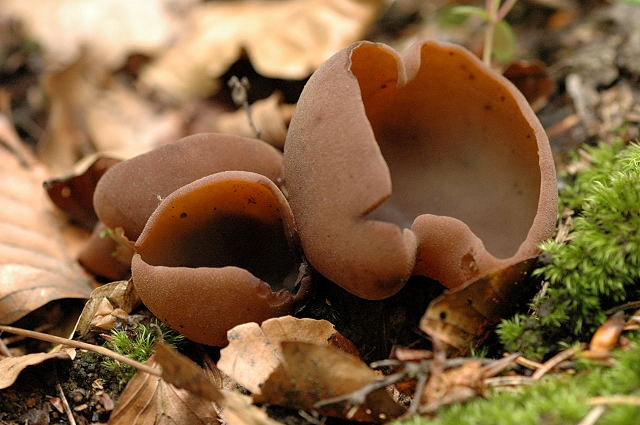
Пецица каштановая

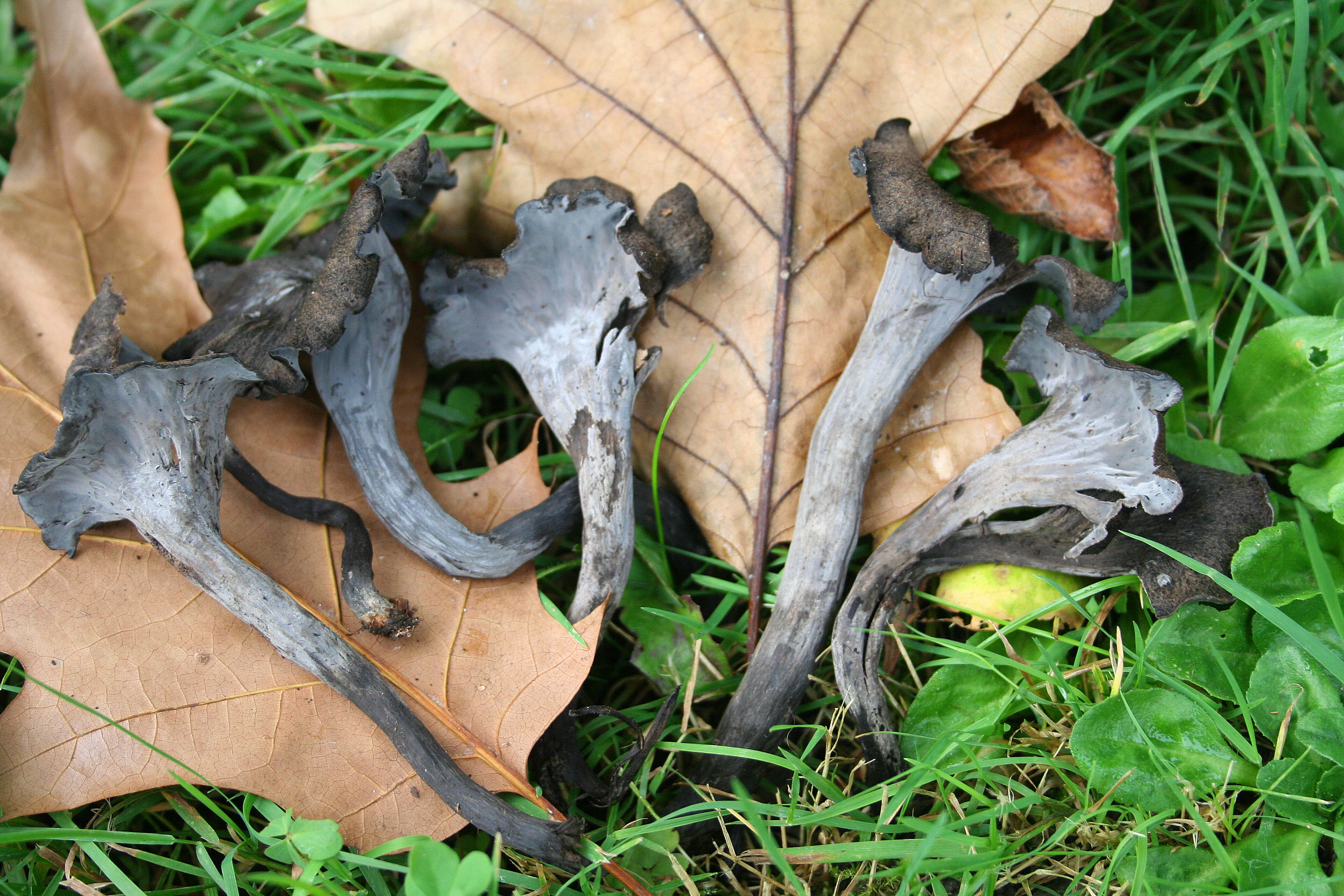
Вороночник серый

Гладкий гименофор наиболее простой, он не имеет развитой поверхности. Такой тип чаще всего встречается у аскомицетов и находится на верхней поверхности чашевидных апотециев или на наружной поверхности «шляпок» сморчковых.

Кроме аскомицетов, бывает и у других грибов с булавовидными, коралловидными плодовыми телами и у некоторых видов семейства Cantharellaceae (вороночник серый).

### Складчатый

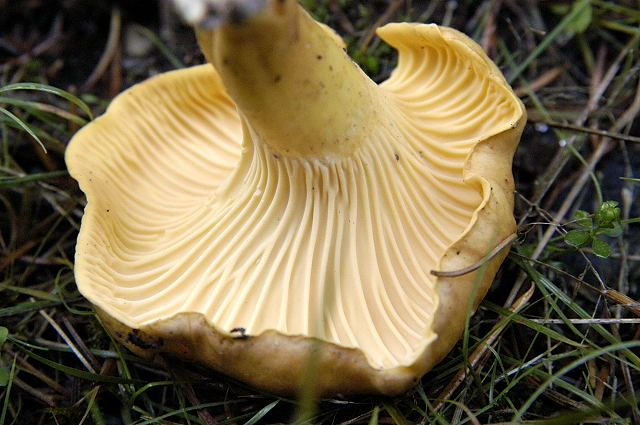
Лисичка обыкновенная

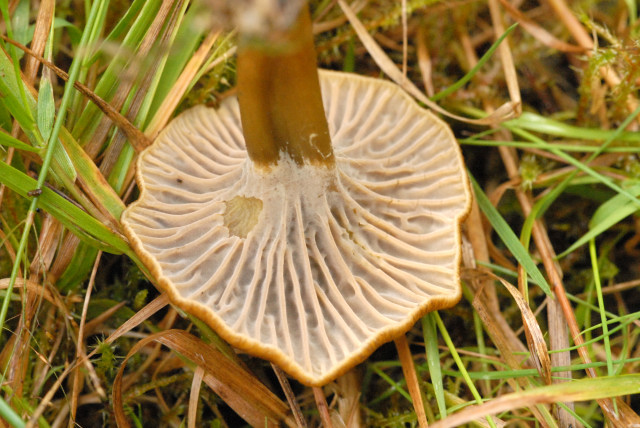
Лисичка ворончатая

Такой тип имеет поверхность в виде радиальных складок или хаотически расположенных морщин. Встречается в основном у булавовидных и распростёртых плодовых тел, но характерен и для некоторых шляпочных. Грибы некоторых семейств (Paxillaceae, Cantharellaceae) имеют складчатый гименофор, внешне сильно напоминающий пластинчатый, такие грибы часто описываются как пластинчатые.

### Шиповатый

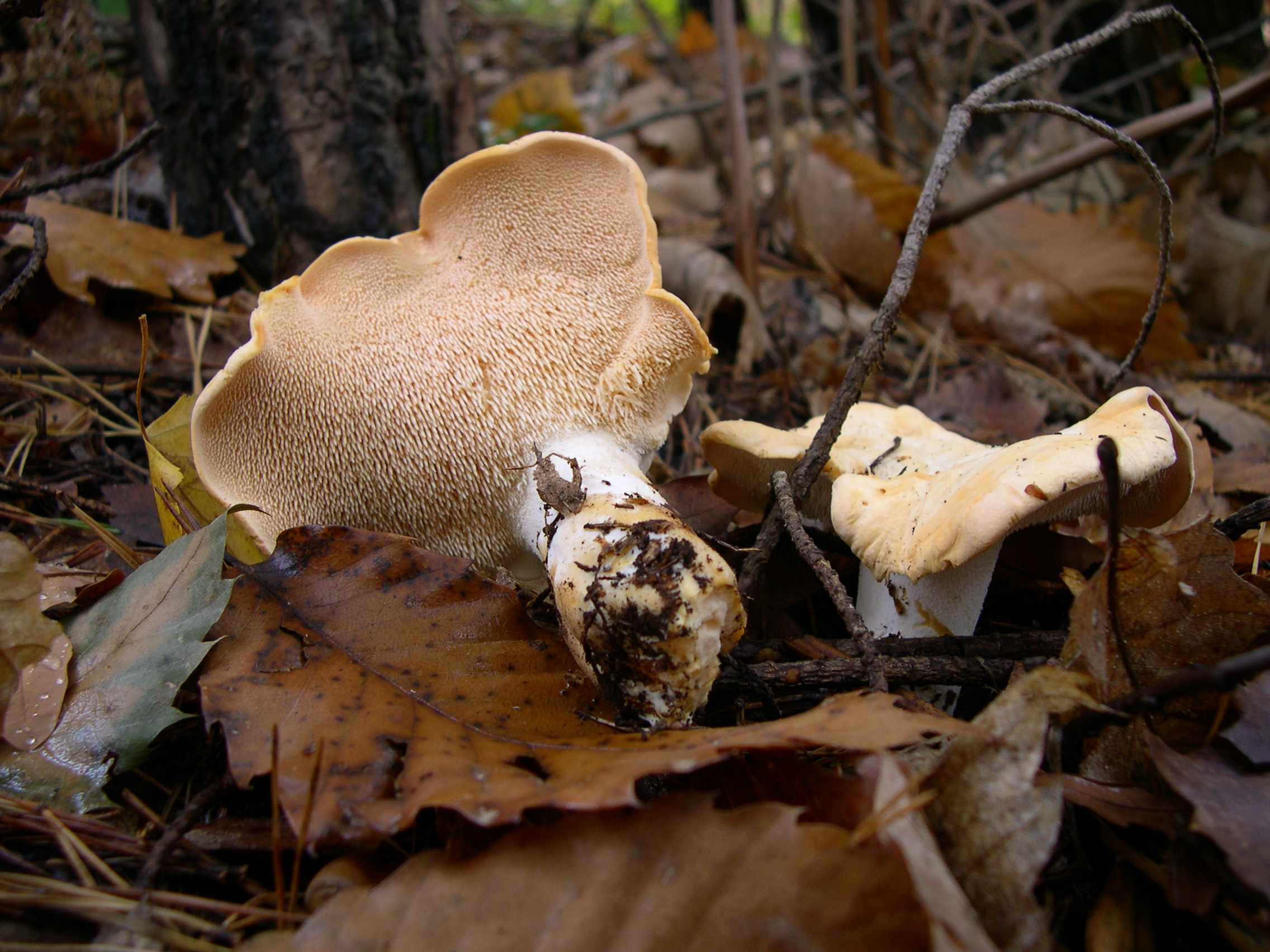
Ежовик жёлтый

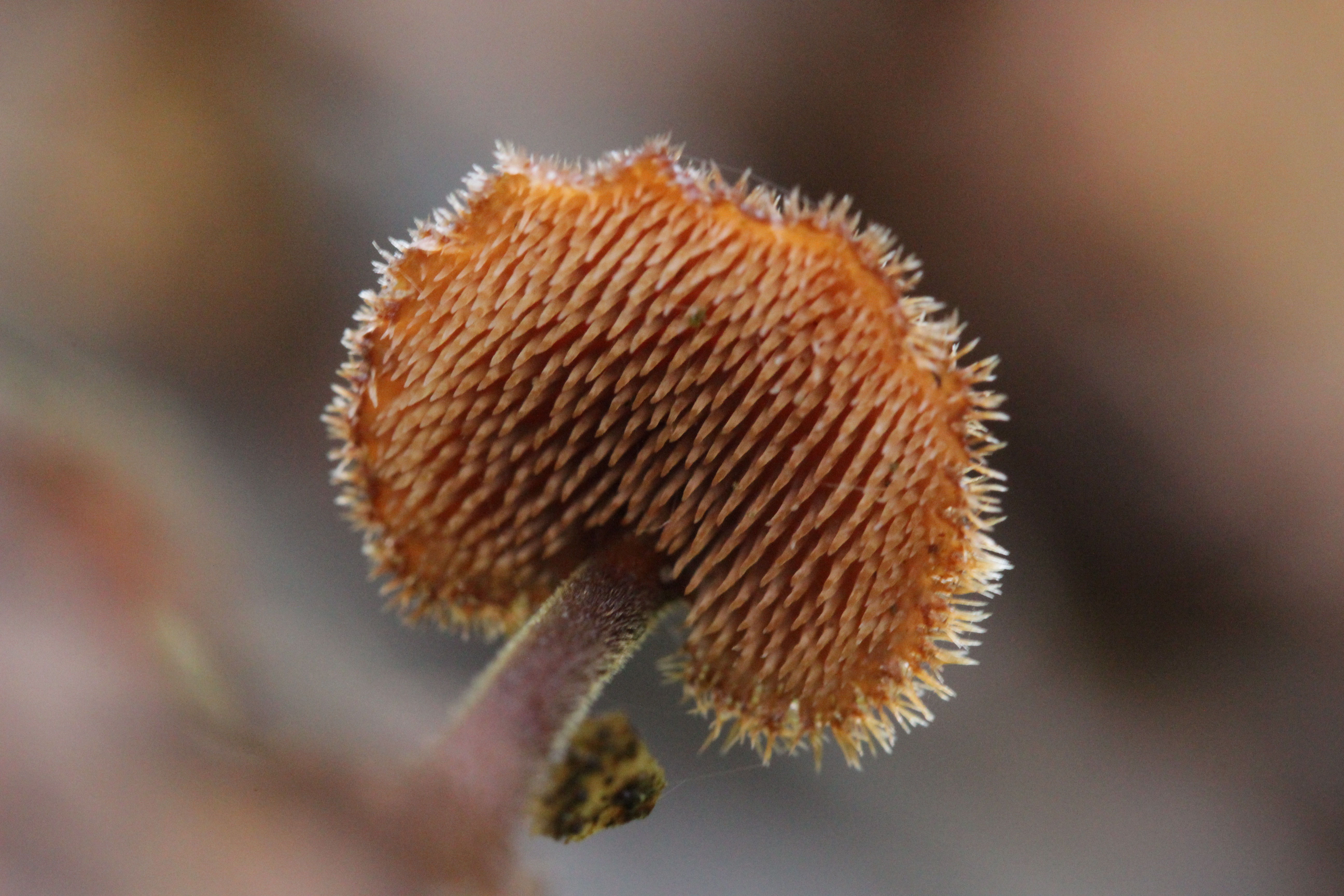
Аурискальпиум обыкновенный

Шиповатый гименофор бывает у распростёртых, кустистых и шляпконожечных плодовых тел. Состоит из конических или игольчатой формы шипиков, расположен обычно на нижней поверхности гриба. Особенно характерен для семейств Hydnaceae и Bankeraceae, но встречается и у других (например, у растущего на опавших сосновых шишках гриба аурискальпиум обыкновенный и у ложноежевика студенистого).

### Трубчатый

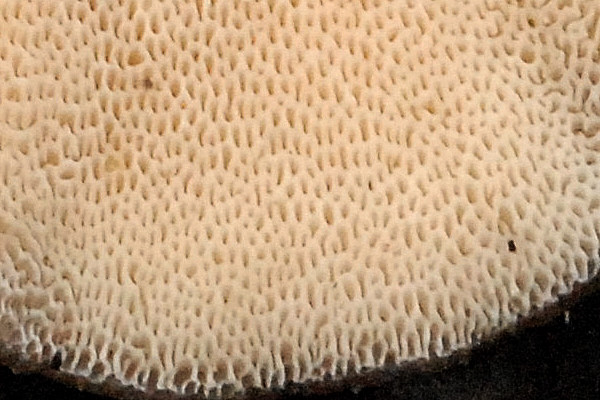
Гименофор трутовика зимнего

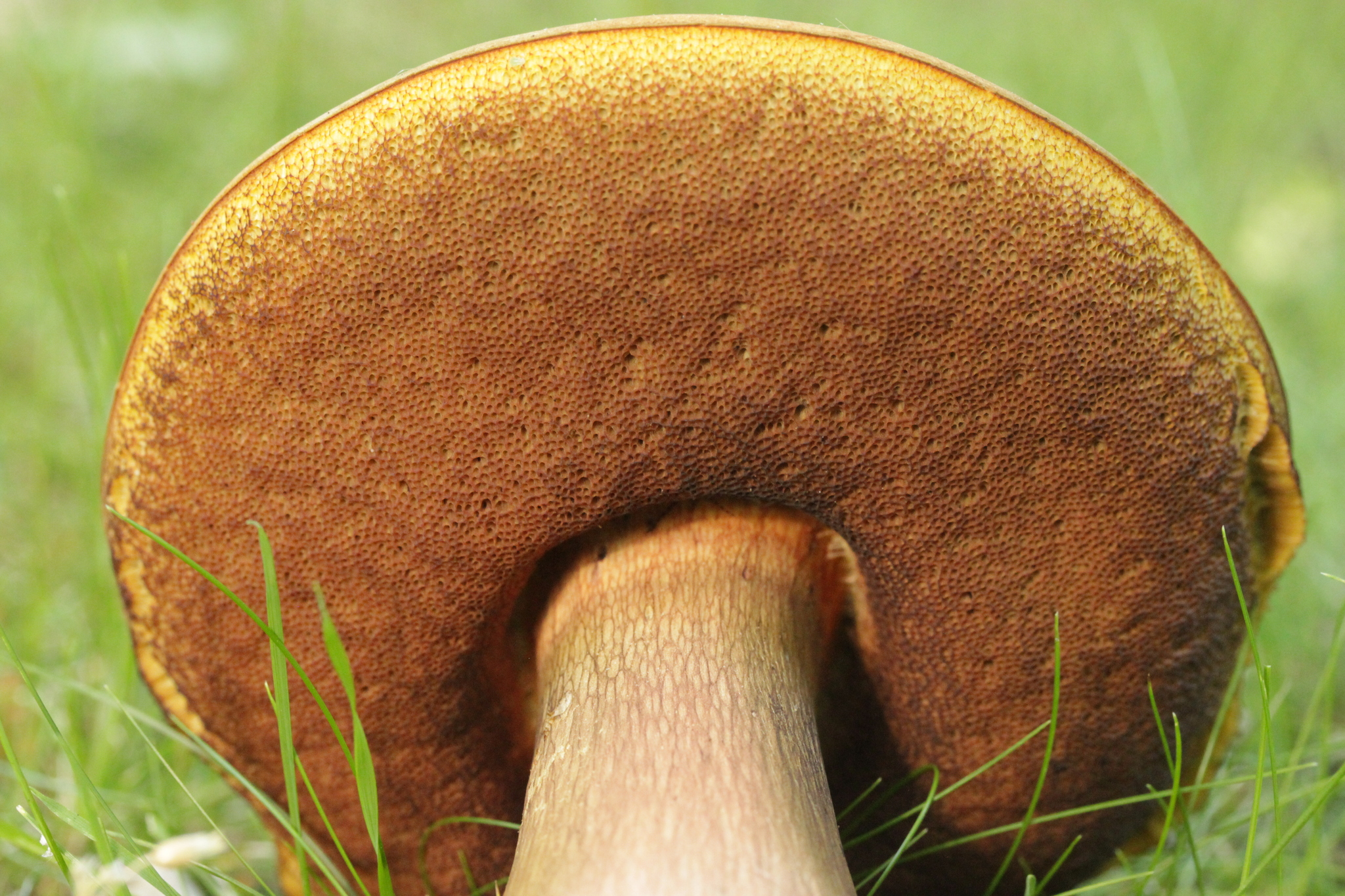
Гименофор дубовика оливково-бурого

Трубчатый, или пористый слой встречается у болетовых и трутовиков. Он всегда находится на нижней поверхности шляпки или сидячего плодового тела, представляет собой массу трубочек, открывающихся вниз. Почти всегда трубочки образуют сплошную массу, но у одного гриба — печёночницы — трубочки не срастаются боковыми стенками и их легко можно отделить друг от друга.

Важным определительным признаком является размер пор. В справочниках указывается размер одной поры или число пор на 1 миллиметр поверхности гименофора. Ещё один важный признак — форма: поры могут быть правильными, округлыми или же угловатой формы. Цвет пористой поверхности (то есть самих пор, или отверстий трубочек) может отличаться от цвета трубчатой массы, это хорошо заметно по разрезу гименофора.

### Лабиринтовидный

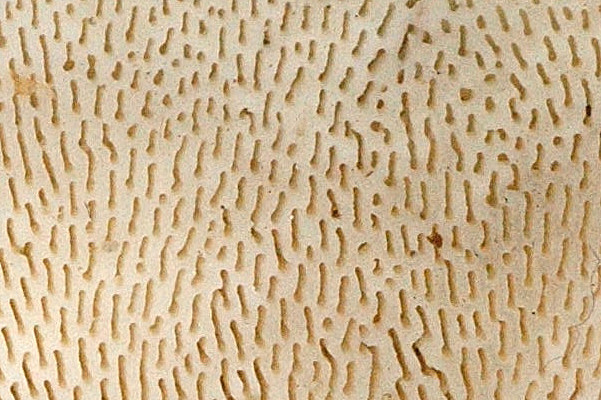
Поры трутовика горбатого

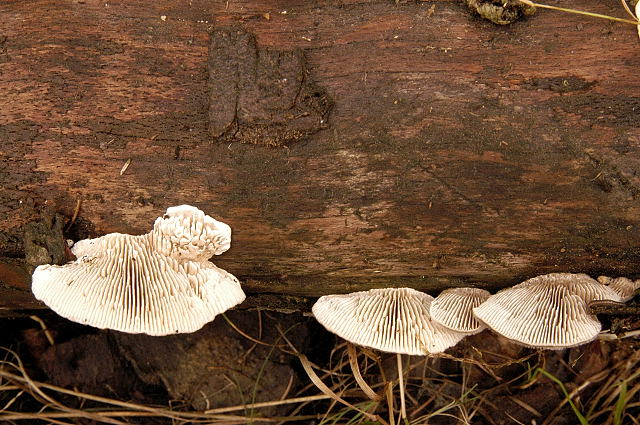
Лензитес берёзовый

Такой тип спороносного слоя представляет собой модификацию трубчатого с вытянутыми в радиальном направлении порами и отсутствующими в отдельных местах стенками трубочек. Иногда трубочки настолько деформируются, что по внешнему виду такая поверхность становится похожей на пластинчатый или складчатый гименофор. Встречается у трутовиковых грибов (семейства Fomitopsidaceae, Coriolaceae) с сидячими плодовыми телами.

### Пластинчатый
Среди шляпочных грибов наиболее распространены пластинчатые. Пластинки — это выросты ткани гриба на нижней поверхности шляпки, они расходятся радиально от ножки (или от места прикрепления к субстрату сидячей шляпки).
Главные определительные признаки пластинок — это их густота и связь с ножкой. Многие грибы имеют пластинки разной длины — нормальные (доходящие до ножки), укороченные (не достают до ножки) и ещё более короткие пластиночки. Для рода Гриб-зонтик и некоторых негниючников характерен колла́риум — небольшое кольцо или воротничок вокруг ножки, к которому прирастают пластинки. У некоторых грибов пластинки разветвляются или имеют поперечные перемычки.

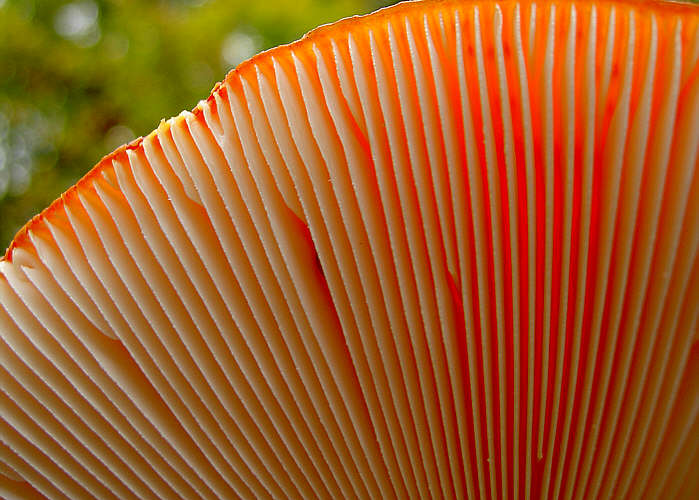
Мухомор красный. Пластинки прямые, частые, есть укороченные и пластиночки
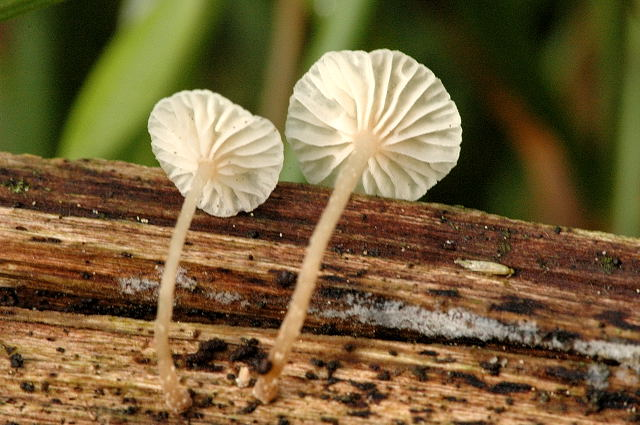
Негниючник веточковый. Пластинки редкие, разветвлённые, широкоприросшие
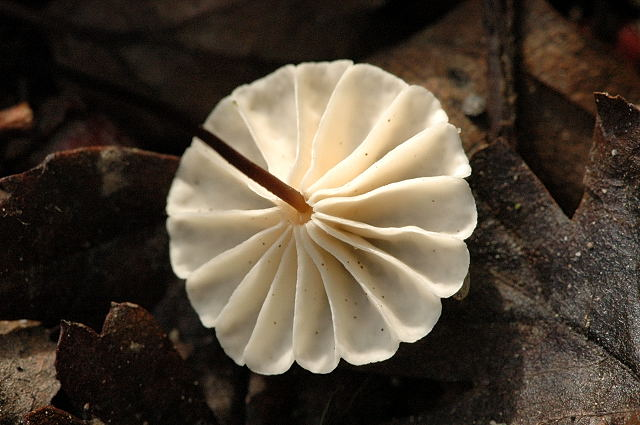
Негниючник колесовидный. Пластинки очень редкие, с коллариумом, укороченные отсутствуют